# Kirengeshoma
Kirengeshoma es un género con dos especies perteneciente a la familia Hydrangeaceae. Es originario del Asia oriental.

## Descripción
Son hierbas perennes con rizomas robustos y cortos. Los tallos son simples , erectos y cuadrangulares. Las hojas son opuestas, pecioladas, palmatilobadas y papiráceas. Las inflorescencias son terminales o axilares y se producen en las cimas. Las flores son bisexuales. El fruto una cápsula, dehiscente con numerosas semillas planas, rodeada por un ala oblicua; con endospermo carnoso.

## Taxonomía
El género fue descrito por Ryokichi Yatabe   y publicado en Botanical Magazine  4: 1. en el año  1890.

## Especies
- Kirengeshoma koreana Nakai
- Kirengeshoma palmata Yatabe